# Coupe d'Islande de football 1981
La coupe d'Islande 1981 de football est la 22e édition de la Coupe nationale de football.
Elle s'est disputée du 26 mai 1981 au 30 août 1981, avec la finale jouée au Laugardalsvöllur à Reykjavik.
La Coupe revêt une haute importance puisque le vainqueur est qualifié pour la Coupe des Coupes (Si un club gagne à la fois le championnat et la Coupe, c'est le finaliste de la Coupe qui prend sa place en Coupe des Coupes).
Les 10 clubs de 1. Deild ne rentrent qu'en huitièmes de finale, alors que les clubs des divisions inférieures entrent au fur et à mesure des 3 tours préliminaires. Les équipes se rencontrent sur un  match simple. En cas de match nul, le match est rejoué sur le terrain de l'autre équipe.
Comme la saison précédente, le Fram Reykjavik et l'ÍBV Vestmannaeyjar se retrouvent en finale mais cette fois-ci, c'est le club des îles Vestmann qui s'impose et se qualifie pour la Coupe des Coupes. L'IBV gagne la 4e Coupe d'Islande de son histoire.

## Premier tour
| Équipe 1                  | Résultat | Équipe 2              |
| ------------------------- | -------- | --------------------- |
| Fylkir Reykjavik (D2)     | 1 - 0    | ÍB Isafjörður (D2)    |
| Afturelding Mosfellsbær   | 5 - 2    | UMF Selfoss (D2)      |
| þrottur Norðfjörður (D2)  | 9 - 7    | Sindri                |
| Leiknir Fáskrúðsfjörður   | 3 - 2    | Einherji (D3)         |
| Grótta Seltjarnarnes      | 0 - 4    | UMF Grindavík         |
| Haukar Hafnarfjörður (D2) | 1 - 0    | HV Isafjörður         |
| Vikingur Ólafsvík         | 2 - 3    | Armann Reykjavik (D3) |
| Hamar Hveragerði          | 3 - 8    | Reynir Sandgerði (D2) |
| þrottur Reykjavik (D2)    | 4 - 3    | Stjarnan Gardabaer    |

## Deuxième tour
| Équipe 1                  | Résultat | Équipe 2                 |
| ------------------------- | -------- | ------------------------ |
| Reynir Sandgerði (D2)     | 0 - 3    | þrottur Reykjavik (D2)   |
| Fylkir Reykjavik (D2)     | 2 - 0    | Snaefell                 |
| Víðir Garður              | 3 - 0    | IK Kopavogur             |
| Leiftur Ólafsfjörður      | 2 - 1    | Héraðssamband Þingeyinga |
| þrottur Norðfjörður (D2)  | 8 - 0    | Leiknir Fáskrúðsfjörður  |
| Huginn Seyðisfjörður      | 3 - 0    | Austri Eskifjörður (D3)  |
| Arroðinn A.               | 4 - 3    | Völsungur Húsavík (D2)   |
| Tindastóll Sauðárkrókur   | 4 - 1    | Dagsbrún                 |
| Magni Grenivík            | 0 - 1    | KS Siglufjörður          |
| ÍBK Keflavík (D2)         | 7 - 0    | UMF Skallagrímur (D2)    |
| Armann Reykjavik (D3)     | 1 - 3    | Afturelding Mosfellsbær  |
| Haukar Hafnarfjörður (D2) | 2 - 3    | UMF Grindavík            |

## Troisième tour
| Équipe 1                 | Résultat | Équipe 2                |
| ------------------------ | -------- | ----------------------- |
| þrottur Norðfjörður (D2) | 3 - 0    | Huginn Seyðisfjörður    |
| Afturelding Mosfellsbær  | 1 - 2    | þrottur Reykjavik (D2)  |
| Fylkir Reykjavik (D2)    | 4 - 0    | UMF Grindavík           |
| Leiftur Ólafsfjörður     | 2 - 1    | Tindastóll Sauðárkrókur |
| Arroðinn A.              | 2 - 1    | KS Siglufjörður         |
| Víðir Garður             | 0 - 3    | ÍBK Keflavík (D2)       |

## Huitièmes de finale
- Entrée en lice des 10 équipes de 1. Deild

| Équipe 1               | Résultat | Équipe 2                  |
| ---------------------- | -------- | ------------------------- |
| Leiftur Ólafsfjörður   | 0 - 1    | þor Akureyri (D1)         |
| KA Akureyri (D1)       | 2 - 3    | ÍBV Vestmannaeyjar (D1)   |
| Fylkir Reykjavik (D2)  | 1 - 0    | Breiðablik Kopavogur (D1) |
| ÍA Akranes (D1)        | 2 - 0    | Valur Reykjavik (D1)      |
| Arroðinn A.            | 0 - 2    | FH Hafnarfjörður (D1)     |
| þrottur Reykjavik (D2) | 3 - 0    | þrottur Norðfjörður (D2)  |
| Fram Reykjavik (D1)    | 4 - 1    | KR Reykjavik (D1)         |
| ÍBK Keflavík (D2)      | 4 - 1    | Vikingur Reykjavik (D1)   |

## Quarts de finale
| Équipe 1              | Résultat | Équipe 2                |
| --------------------- | -------- | ----------------------- |
| ÍA Akranes (D1)       | 0 - 5    | ÍBV Vestmannaeyjar (D1) |
| Fram Reykjavik (D1)   | 1 - 0    | ÍBK Keflavík (D2)       |
| Fylkir Reykjavik (D2) | 1 - 0    | þor Akureyri (D1)       |
| FH Hafnarfjörður (D1) | 1 - 2    | þrottur Reykjavik (D1)  |

## Demi-finales
| Équipe 1               | Résultat | Équipe 2                |
| ---------------------- | -------- | ----------------------- |
| Fram Reykjavik (D1)    | 1 - 0    | Fylkir Reykjavik (D2)   |
| þrottur Reykjavik (D2) | 0 - 1    | ÍBV Vestmannaeyjar (D1) |

## Finale
| 31 août 1981 | ÍBV Vestmannaeyjar                          | 3 - 2 | Fram Reykjavik      | Laugardalsvöllur, Reykjavik |  |
|              | Sigurlas þorleifson , · þordur Hallgrimsson |       | Marteinn Geirsson , |                             |  |
|              | (Rapport)                                   |       |                     |                             |  |

- L'ÍBV Vestmannaeyjar remporte sa 4e Coupe d'Islande et se qualifie pour la Coupe des Coupes 1982-1983.